# J.League Cup 2019
Der J.League Cup 2019, offiziell aufgrund eines Sponsorenvertrages mit dem Gebäckhersteller Yamazaki Biscuits nach einer Marke desselben 2019 J.League YBC Levain Cup genannt, war die 27. Ausgabe des J.League Cup, des höchsten Fußball-Ligapokal-Wettbewerbs in Japan.

## Spieler
| Verein                     | Spieler |
| -------------------------- | --- |
| Hokkaido Consadole Sapporo | Takanori Sugeno (12/0), Naoki Ishikawa (6/0), Ryōsuke Shindō (7/0), Daiki Suga (7/1), Akito Fukumori (10/3), Shōgo Nakahara (4/0), Lucas Fernandes (8/1), Kazuki Fukai (5/1), Musashi Suzuki (6/7), Hiroki Miyazawa (7/0), Anderson Lopes (6/6), Yūto Iwasaki (10/0), Taiyo Hama (4/0), Ren Fujimura (7/0), Riku Danzaki (8/1), Chanathip (2/0), Kōsuke Shirai (12/0), Kim Min-tae (12/2), Yoshihiro Nakano (10/0), Tōya Nakamura (3/0), Gu Sung-yun (1/0), Ryōta Hayasaka (9/1), Takuma Arano (7/0), Takurō Kaneko (8/1), Tomoki Takamine (2/0), Shinji Ono (2/0), Jay (7/1) |
| Vegalta Sendai             | Daniel Schmidt (2/0), Katsuya Nagato (3/0), Ryūtarō Iio (3/0), Kōji Hachisuka (2/0), Keiya Shiihashi (2/0), Shingō Hyōdō (3/0), Kunimitsu Sekiguchi (6/0), Yoshiki Matsushita (3/0), Ramon Lopes (2/0), Ryang Yong-gi (8/1), Naoki Ishihara (4/1), Yasuhiro Hiraoka (3/0), Takayoshi Ishihara (3/0), Kaina Yoshio (4/0), Shingo Tomita (6/0), Ryōhei Michibuchi (8/1), Ryō Germain (3/2), Takuma Abe (3/1), Kentarō Seki (5/0), Gorō Kawanami (2/0), Simao Mate (5/0), Kazuki Ōiwa (8/0), Wataru Tanaka (3/1), Hayato Teruyama (7/0), Masato Tokida (4/0), Shun Nagasawa (6/3), Kim Jung-ya (2/0), Fumiya Suzuki (1/0) |
| Kashima Antlers            | Kwoun Sun-tae (3/0), Atsuto Uchida (1/0), Leo Silva (2/0), Jung Seung-hyun (4/0), Ryōta Nagaki (4/0), Shōma Doi (4/1), Leandro (2/0), Atsutaka Nakamura (1/0), Shō Itō (4/1), Serginho (2/0), Kento Misao (2/0), Hitoshi Sogahata (1/0), Yukitoshi Itō (1/0), Yasushi Endō (2/0), Yūta Koike (4/0), Bueno (3/1), Shintarō Nago (3/1), Ayase Ueda (2/0), Kei Koizumi (3/0), Tomoya Inukai (4/1), Ryōhei Shirasaki (4/1) |
| Urawa Reds                 | Shūsaku Nishikawa (2/0), Mauricio (2/0), Tomoya Ugajin (1/0), Daisuke Suzuki (1/0), Tomoaki Makino (2/1), Kazuki Nagasawa (1/0), Ewerton (1/1), Yūki Mutō (2/0), Fabricio (2/0), Ken’yū Sugimoto (2/0), Takuya Aoki (1/0), Yūki Abe (1/0), Kōya Yuruki (2/0), Takuya Ogiwara (2/0), Kai Shibato (1/0), Shinzō Kōroki (2/1), Takuya Iwanami (1/0), Takahiro Sekine (2/1) |
| Kashiwa Reysol             | Kazushige Kirihata (4/0), Daichi Tagami (5/0), Taiyō Koga (4/0), Yūsuke Kobayashi (4/0), Toshiya Takagi (2/0), Hidekazu Ōtani (1/0), Kei Koizumi (4/0), Cristiano (3/0), Ataru Esaka (4/1), Ryōhei Yamazaki (1/0), Yūta Someya (2/0), Haruhiko Takimoto (1/0), Kōhei Tezuka (3/0), Yūsuke Segawa (3/1), Gabriel (4/0), Takumi Kamijima (4/0), Park Jeong-su (3/0), Kōsuke Nakamura (1/0), Toshiaki Miyamoto (6/0), Riku Tanaka (4/0), Olunga (3/2), Sō Nakagawa (3/0), Kazuya Murata (2/0), Shunki Takahashi (2/0), Hayate Sugii (1/0), Richardson (2/0), Yūto Yamada (1/0), Fumiya Unoki (1/0), Daisuke Kikuchi (2/0), Mao Hosoya (1/0) |
| FC Tokyo                   | Sei Muroya (6/0), Masato Morishige (4/0), Daiki Niwa (2/0), Kōsuke Ōta (8/1), Hirotaka Mita (2/0), Yōjirō Takahagi (8/0), Diego Oliveira (6/2), Keigo Higashi (5/0), Kensuke Nagai (4/1), Gō Hatano (2/0), Takefusa Kubo (3/1), Jael (5/0), Na Sang-ho (7/1), Kento Hashimoto (2/0), Jang Hyun-soo (2/0), Yu In-soo (4/1), Takumi Nakamura (3/0), Kiichi Yajima (6/1), Taichi Hara (1/0), Ryōya Ogawa (3/0), Kyōsuke Tagawa (5/1), Takuya Uchida (4/0), Makoto Okazaki (6/0), Tsuyoshi Watanabe (9/1), Akihiro Hayashi (8/0), Shūto Abe (1/0), Kōtarō Ōmori (10/0), Rei Hirakawa (4/0), Kashifu Bangunagande (2/0), Manato Shinada (1/0), Arthur Silva (7/0) |
| Kawasaki Frontale          | Kyōhei Noborizato (3/0), Shōgo Taniguchi (5/0), Hidemasa Morita (4/1), Shintarō Kurumaya (5/0), Hiroyuki Abe (5/2), Leandro Damiao (5/1), Ryōta Ōshima (3/0), Yū Kobayashi (4/2), Kengo Nakamura (2/0), Tatsuya Hasegawa (5/0), Kazuaki Mawatari (3/0), Kei Chinen (1/1), Shōta Arai (5/0), Hokuto Shimoda (4/1), Ao Tanaka (1/0), Maguinho (1/0), Yasuto Wakizaka (4/2), Kaoru Mitoma (1/0), Kazuya Yamamura (5/0), Akihiro Ienaga (5/0) |
| Yokohama F. Marinos        | Park Il-gyu (3/0), Dusan (5/0), Yūzō Kurihara (4/0), Theerathon (4/0), Takahiro Ōgihara (5/0), Yūki Ōtsu (6/2), Takuya Kida (1/0), Jun Amano (2/1), Keita Endō (6/0), Thiago Martins (1/0), Kōta Yamada (5/0), Rikuto Hirose (1/0), Kazaki Nakagawa (1/0), Tadanari Lee (4/1), Hiroki Iikura (3/0), Teruhito Nakagawa (2/0), Ippei Shinozuka (6/2), Ken Matsubara (3/1), Takuya Wada (3/0), Yūshi Yamaya (4/2), Naoki Tsubaki (2/0), Kōji Miyoshi (4/0), Shinnosuke Hatanaka (4/0), Noakenshin Browne (1/0) |
| Shonan Bellmare            | Shunsuke Kikuchi (2/1), Freire (2/0), Keisuke Saka (1/0), Daiki Sugioka (4/0), Takuya Okamoto (1/0), Tsukasa Umesaki (3/1), Kazunari Ōno (1/0), Hiroshi Ibusuki (2/1), Ryōgo Yamasaki (2/0), Miki Yamane (3/0), Hiroto Nakagawa (5/0), Ryūnosuke Noda (1/1), Mitsuki Saitō (3/0), Hiroki Akino (6/0), Temma Matsuda (3/0), Daiki Tomii (6/0), Leleu (3/2), Masahito Onoda (5/0), Yūki Ōhashi (4/0), Kazuki Yamaguchi (4/0), Kunitomo Suzuki (2/0), Toichi Suzuki (5/1), Hayato Fukushima (2/0), Sōsuke Shibata (3/0), Hikaru Arai (2/0), Yamato Wakatsuki (1/0), Kōsuke Taketomi (2/0), Shōta Kobayashi (6/0) |
| Matsumoto Yamaga FC        | Tatsuya Morita (1/0), Hayuma Tanaka (2/0), Masaki Iida (2/0), Tomoki Imai (2/0), Ibuki Fujita (3/0), Serginho (2/0), Hiroyuki Takasaki (5/1), Leandro Pereira (2/0), Ryō Nagai (1/0), Keiya Nakami (2/0), Eduardo (4/1), Tomohiko Murayama (5/0), Kōki Tsukagawa (6/0), Takefumi Tōma (5/0), Tarō Sugimoto (5/1), Shūsuke Yonehara (6/0), Masahiro Nasukawa (5/0), Yamato Machida (3/1), Itsuki Enomoto (4/0), Ryūhei Yamamoto (2/0), Yūshi Mizobuchi (3/1), Akira Andō (4/0), Masaki Miyasaka (2/1), Haruki Mitsuda (1/0), Kōhei Hattori (4/0), Yūzō Iwakami (3/0) |
| Shimizu S-Pulse            | Yōhei Nishibe (4/0), Yūgo Tatsuta (4/0), Hwang Seok-ho (1/0), Shōma Kamata (5/0), Ryō Takeuchi (1/0), Mitsunari Musaka (5/0), Hideki Ishige (3/0), Chong Te-se (5/0), Yūji Rokutan (2/0), Jumpei Kusukami (5/1), Takuma Mizutani (6/0), Kenta Nishizawa (3/0), Yōsuke Kawai (5/0), Elsinho (2/0), Keita Nakamura (1/0), Renato Augusto (2/1), Kōya Kitagawa (3/1), Kō Matsubara (1/0), Hiroshi Futami (5/0), Takahiro Iida (3/0), Shōta Kaneko (1/0), Wanderson (4/0), Yūta Taki (5/2), Yasufumi Nishimura (2/0), Daigo Takahashi (3/1), Riyo Kawamoto (1/0), Douglas (2/1) |
| Júbilo Iwata               | Ryō Shinzato (1/0), Nagisa Sakurauchi (7/0), Eren (6/0), Musaev (7/0), Yoshiaki Ōta (4/0), Rodrigues (3/2), Tomohiko Miyazaki (4/0), Adailton (3/0), Seiya Nakano (3/2), Kentarō Moriya (4/0), Kōki Ogawa (5/0), Kōsuke Yamamoto (6/0), Daiki Ogawa (1/0), Takuma Ōminami (5/0), Kotarō Fujikawa (3/0), Daigo Araki (7/1), Ryōma Ishida (5/0), Rikiya Uehara (5/1), Kō Shimura (3/0), Masato Nakayama (6/2), Yoshiaki Fujita (7/0), Takeaki Harigaya (6/0), Shun Morishita (6/0), Ryūki Miura (5/0) |
| Nagoya Grampus             | Langerak (2/0), Takuji Yonemoto (2/0), Kazuki Kushibiki (7/0), Yūki Kobayashi (7/0), Kazuhiko Chiba (5/0), Kazuya Miyahara (5/0), Jo (5/2), Joao Schmidt (3/0), Ariajasuru Hasegawa (7/3), Gabriel Xavier (3/0), Mateus (3/1), Yūki Ōgaki (1/0), Yōsuke Akiyama (2/0), Hiroki Itō (6/0), Yōhei Takeda (8/0), Yūichi Maruyama (4/0), Shinnosuke Nakatani (5/0), Eduardo Neto (3/0), Yutaka Yoshida (2/0), Yukinari Sugawara (6/0), Naoki Maeda (10/1), Kōki Sugimori (7/0), Yūki Sōma (7/3), Daiki Enomoto (6/0), Ryūji Izumi (6/0), Takashi Kanai (6/1), Shūhei Akasaki (7/4), Shumpei Naruse (1/0), Haruya Fujii (1/0), Shunto Kodama (1/0), Kōsuke Ōta (2/0) |
| Gamba Osaka                | Masaaki Higashiguchi (6/0), Hiroki Fujiharu (5/0), Genta Miura (9/2), Tatsuya Tanaka (6/2), Yasuhito Endō (5/0), Kōsuke Onose (7/1), Ademilson (9/1), Shū Kurata (8/3), David Concha (2/0), Shun'ya Suganuma (9/0), Kōki Yonekura (6/0), Markel Susaeta (2/0), Yasuyuki Konno (5/0), Yōsuke Ideguchi (4/0), Hwang Ui-jo (3/3), Yūto Suzuki (2/0), Akito Takagi (1/0), Patric (4/1), Kim Young-gwon (3/0), Hiroto Goya (1/0), Shin’ya Yajima (6/0), Oh Jae-suk (4/0), Mizuki Hayashi (5/0), Keisuke Kurokawa (2/0), Jungo Fujimoto (6/0), Ryū Takao (5/0), Takahiro Kō (6/0), Leo Takae (4/0), Naoaki Aoyama (6/0), Ken Tajiri (1/0), Ren Shibamoto (1/0), Takashi Usami (4/1), Yūya Fukuda (4/0), Keito Nakamura (5/3), Kazuma Watanabe (7/0), Ryōtarō Meshino (4/1) |
| Cerezo Osaka               | Kentarō Kakoi (7/0), Riku Matsuda (6/0), Yasuki Kimoto (4/0), Naoyuki Fujita (7/0), Leandro Desabato (6/0), Kōta Mizunuma (6/2), Yōichirō Kakitani (4/0), Ken Tokura (1/0), Hiroshi Kiyotake (1/0), Souza (3/2), Toshiyuki Takagi (7/0), Ayumu Seko (6/0), Eiichi Katayama (5/1), Takaki Fukumitsu (7/1), Ryūji Sawakami (1/0), Bruno Mendes (5/2), Matej Jonjic (2/0), Tatsuya Yamashita (7/0), Hiroaki Okuno (4/0), Kenta Tanno (1/0), Kakeru Funaki (7/1), Atomu Tanaka (8/1), Hiroto Yamada (3/0), Masataka Nishimoto (2/0), Jun Nishikawa (2/0) |
| Vissel Kobe                | Daiya Maekawa (4/0), Daisuke Nasu (3/0), Hirofumi Watanabe (6/0), Hotaru Yamaguchi (2/1), Sergi Samper (2/0), Keijirō Ogawa (5/0), Hirotaka Mita (5/0), Daiki Miya (5/0), Kyōgo Furuhashi (1/0), Wellington (6/4), Kim Seung-gyu (1/0), Ryō Hatsuse (1/0), Asahi Masuyama (3/0), Jun’ya Tanaka (6/1), Daigo Nishi (4/0), Masatoshi Mihara (3/0), Leo Ōsaki (3/0), Yūta Gōke (4/0), Kenshin Yoshimaru (1/0), Yūya Nakasaka (2/0), Wataru Hashimoto (4/0), Sō Fujitani (3/0), Takuya Yasui (6/0), Yūki Kobayashi (1/0), Yūtarō Oda (1/0) |
| Sanfrecce Hiroshima        | Takuto Hayashi (2/0), Yūki Nogami (2/0), Emil Salomonsson (1/0), Toshihiro Aoyama (2/0), Gakuto Notsuda (1/0), Akira Ibayashi (2/0), Shō Inagaki (2/0), Daiki Watari (1/1), Yoshifumi Kashiwa (2/0), Shō Sasaki (2/0), Hayato Araki (1/0), Shunki Higashi (2/0), Kōsei Shibasaki (2/0), Leandro Pereira (1/2), Hayao Kawabe (2/0), Rhayner (2/0) |
| Sagan Tosu                 | Hiromu Mitsumaru (1/0), Yūji Takahashi (4/0), Riki Harakawa (3/1), Nino Galovic (3/0), Akito Fukuta (1/0), Isaac Cuenca (3/0), Keisuke Iwashita (1/0), Fernando Torres (2/0), Yōhei Toyoda (3/0), Yūzō Kobayashi (1/0), Yoshiki Takahashi (4/0), Yatsunori Shimaya (3/0), Yōhei Takaoka (6/0), Cho Dong-geon (5/1), Karlo Brucic (4/0), Teruki Hara (5/0), Kazuki Anzai (4/0), An Yong-woo (4/0), Hiroyuki Taniguchi (1/1), Yūta Higuchi (5/0), Victor Ibarbo (2/0), Kaisei Ishii (1/0), Masato Fujita (2/0), Hideto Takahashi (4/0), Yūji Ono (1/0), Daiki Matsuoka (4/0), Fūchi Honda (1/0), Mū Kanazaki (4/0) |
| V-Varen Nagasaki           | Yūki Kagawa (3/0), Choi Kyu-baek (5/0), Ryōta Takasugi (1/0), Takuma Shikayama (8/0), Ryōta Isomura (2/0), Lee Jong-ho (5/1), Masato Kurogi (3/0), Hokuto Nakamura (4/0), Yuzuru Shimada (6/1), Masakazu Yoshioka (8/4), Yū Hasegawa (6/1), Jairo Morillas (1/0), Takashi Sawada (1/0), Yōhei Ōtake (3/0), Masaya Tomizawa (7/0), Yūhei Tokunaga (2/0), Shun'ya Yoneda (5/0), Lee Sang-min (5/0), Ryō Niizato (6/0), Hijiri Onaga (7/1), Junki Hata (7/3), Kenta Tokushige (1/0), Takumi Nagura (8/0), Yūki Ōmoto (8/2) |
| Oita Trinita               | Yūto Misao (1/0), Toshio Shimakawa (2/0), Naoya Fukumori (2/0), Takuya Marutani (6/1), Yūsuke Gotō (5/3), Noriaki Fujimoto (1/0), Kenji Baba (3/0), Kazuki Kozuka (1/0), Jun Okano (6/0), Kōhei Isa (2/0), Yūji Hoshi (4/0), Kōki Kotegawa (5/0), Ryōsuke Kojima (2/0), Kaoru Takayama (2/0), Seigō Kobayashi (4/0), Kazushi Mitsuhira (4/1), Tomoki Iwata (3/0), William Popp (4/0), Ryōsuke Maeda (1/0), Keita Takahata (6/0), Honoya Shōji (4/0), Yūshi Hasegawa (4/0), Thitiphan (3/1), Ado Onaiwu (5/0), Ryōtarō Itō (4/1) |

## Ergebnisse

### Gruppenphase

#### Gruppe A
| Pl. | Verein                     | Sp. | S | U | N | Tore    | Diff. | Punkte |
| --- | -------------------------- | --- | - | - | - | ------- | ----- | ------ |
| 1.  | Hokkaido Consadole Sapporo | 6   | 2 | 3 | 1 | 013:110 | +2    | 09     |
| 2.  | V-Varen Nagasaki           | 6   | 2 | 2 | 2 | 010:110 | −1    | 08     |
| 3.  | Yokohama F. Marinos        | 6   | 2 | 2 | 2 | 009:800 | +1    | 08     |
| 4.  | Shonan Bellmare            | 6   | 2 | 1 | 3 | 007:900 | −2    | 07     |

#### Gruppe B
| Pl. | Verein         | Sp. | S | U | N | Tore    | Diff. | Punkte |
| --- | -------------- | --- | - | - | - | ------- | ----- | ------ |
| 1.  | Vegalta Sendai | 6   | 3 | 3 | 0 | 009:500 | +4    | 12     |
| 2.  | FC Tokyo       | 6   | 3 | 1 | 2 | 006:400 | +2    | 10     |
| 3.  | Sagan Tosu     | 6   | 1 | 2 | 3 | 003:600 | −3    | 05     |
| 4.  | Kashiwa Reysol | 6   | 1 | 2 | 3 | 004:700 | −3    | 05     |

#### Gruppe C
| Pl. | Verein         | Sp. | S | U | N | Tore    | Diff. | Punkte |
| --- | -------------- | --- | - | - | - | ------- | ----- | ------ |
| 1.  | Cerezo Osaka   | 6   | 3 | 2 | 1 | 009:400 | +5    | 11     |
| 2.  | Nagoya Grampus | 6   | 2 | 3 | 1 | 011:110 | ±0    | 09     |
| 3.  | Ōita Trinita   | 6   | 2 | 1 | 3 | 007:100 | −3    | 07     |
| 4.  | Vissel Kobe    | 6   | 1 | 2 | 3 | 006:800 | −2    | 05     |

#### Gruppe D
| Pl. | Verein              | Sp. | S | U | N | Tore    | Diff. | Punkte |
| --- | ------------------- | --- | - | - | - | ------- | ----- | ------ |
| 1.  | Gamba Osaka         | 6   | 3 | 2 | 1 | 010:500 | +5    | 11     |
| 2.  | Júbilo Iwata        | 6   | 3 | 0 | 3 | 006:800 | −2    | 09     |
| 3.  | Shimizu S-Pulse     | 6   | 2 | 2 | 2 | 008:800 | ±0    | 08     |
| 4.  | Matsumoto Yamaga FC | 6   | 1 | 2 | 3 | 006:900 | −3    | 05     |

### Finalrunde

#### 1. Runde
|                            | Gesamt |                  | Hinspiel | Rückspiel |
| -------------------------- | ------ | ---------------- | -------- | --------- |
| Hokkaido Consadole Sapporo | 4:2    | Júbilo Iwata     | 2:1      | 2:1       |
| Vegalta Sendai             | 1:2    | Nagoya Grampus   | 0:2      | 1:0       |
| Cerezo Osaka               | 1:2    | FC Tokyo         | 0:1      | 1:1       |
| Gamba Osaka                | 4:3    | V-Varen Nagasaki | 4:1      | 0:2       |

#### Viertelfinale
|                     | Gesamt |                            | Hinspiel | Rückspiel |
| ------------------- | ------ | -------------------------- | -------- | --------- |
| Sanfrecce Hiroshima | 3:4    | Hokkaido Consadole Sapporo | 2:3      | 1:1       |
| FC Tokyo            | 2:2    | Gamba Osaka                | 0:1      | 2:1       |
| Kashima Antlers     | 5:4    | Urawa Reds                 | 3:2      | 2:2       |
| Nagoya Grampus      | 2:4    | Kawasaki Frontale          | 0:2      | 2:2       |

#### Halbfinale
|                            | Gesamt |                   | Hinspiel | Rückspiel |
| -------------------------- | ------ | ----------------- | -------- | --------- |
| Hokkaido Consadole Sapporo | 2:2    | Gamba Osaka       | 1:2      | 1:0       |
| Kashima Antlers            | 1:3    | Kawasaki Frontale | 1:3      | 0:0       |

#### Finale
|                            | Ergebnis        |                   |
| -------------------------- | --------------- | ----------------- |
| Hokkaido Consadole Sapporo | 3:3 (4:5 i. E.) | Kawasaki Frontale |